# Lukas Rotpuller
Lukas Rotpuller (Eisenstadt, 31 marzo 1991) è un ex calciatore austriaco, di ruolo difensore.

## Palmarès

### Club

#### Competizioni nazionali
- Campionato austriaco: 1

Austria Vienna: 2012-2013